# Slangens æg
Slangens æg er en dramafilm fra 1977 skrevet og instrueret af Ingmar Bergman. Filmen har David Carradine og Liv Ullmann i hovedrollerne og har både engelsk og tysk dialog. Dens titel refererer til et citat fra skuespillet Julius Caesar af William Shakespeare: "Og derfor skal I betragte ham som en slanges æg, der, når det udklækkes, vil vokse op til at blive ond som sin art, og derfor skal I dræbe ham i skallen".
Filmen blev udgivet den 28. oktober 1977, et år efter at Bergman var gået i eksil i München efter anklager om skatteunddragelse. Selvom filmen fik negative anmeldelser, blev det anslået, at han var tilfreds med det endelige resultat. Det var først i 1982, at Bergman vendte tilbage til Sverige for at lave filmen Fanny og Alexander.

## Medvirkende
- David Carradine som Abel Rosenberg
- Liv Ullmann som Manuela Rosenberg
- Heinz Bennent som Hans Vergerus
- Gert Fröbe som Bauer
- Edith Heerdegen som fru Holle
- Fritz Straßner som dr. Soltermann
- Georg Hartmann som Hollinger
- Walter Schmidinger som Solomon
- James Whitmore som præst
- Gaby Dohm som kvinde med barn